# Bahnhof Bratislava-Petržalka

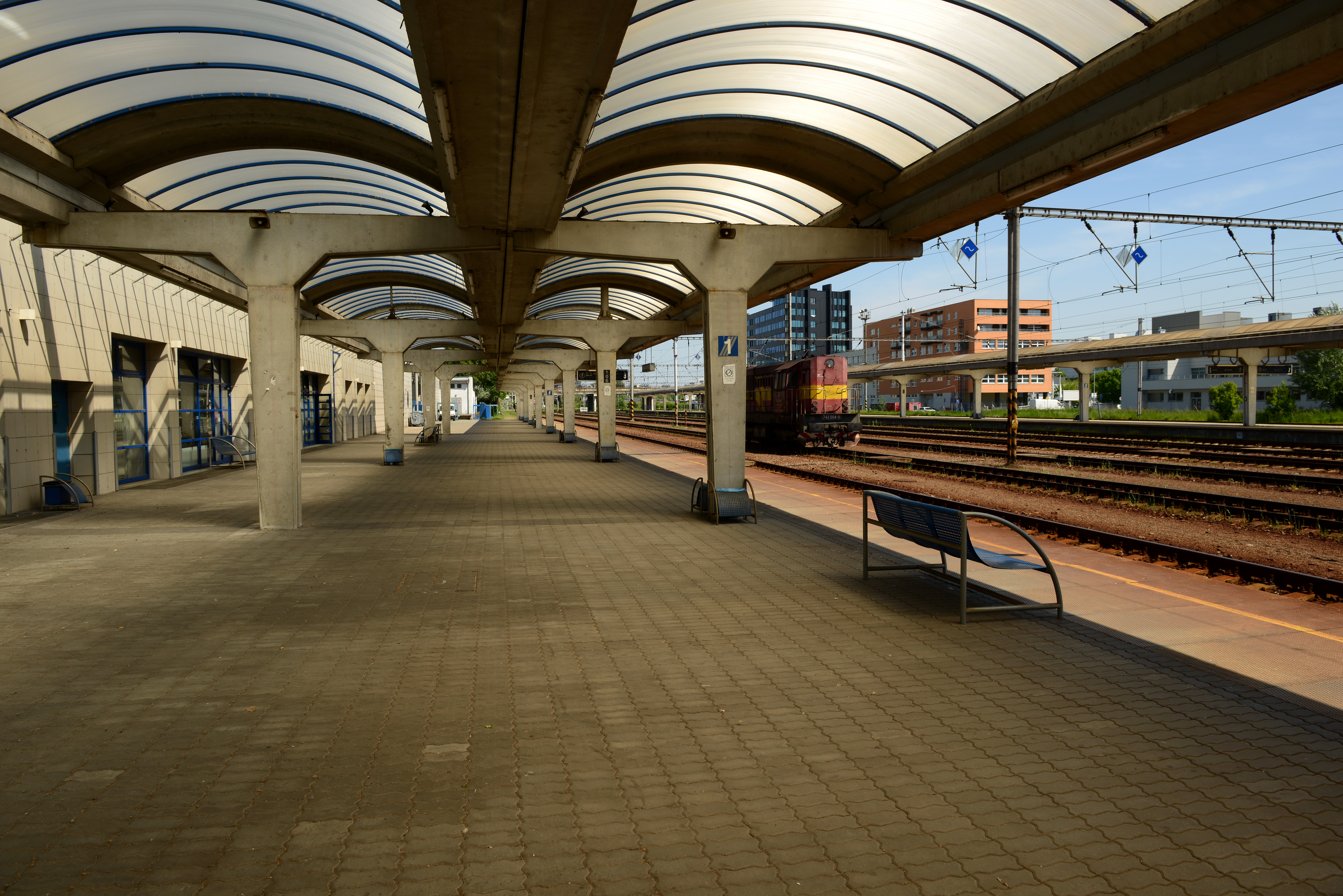
Bahnsteig

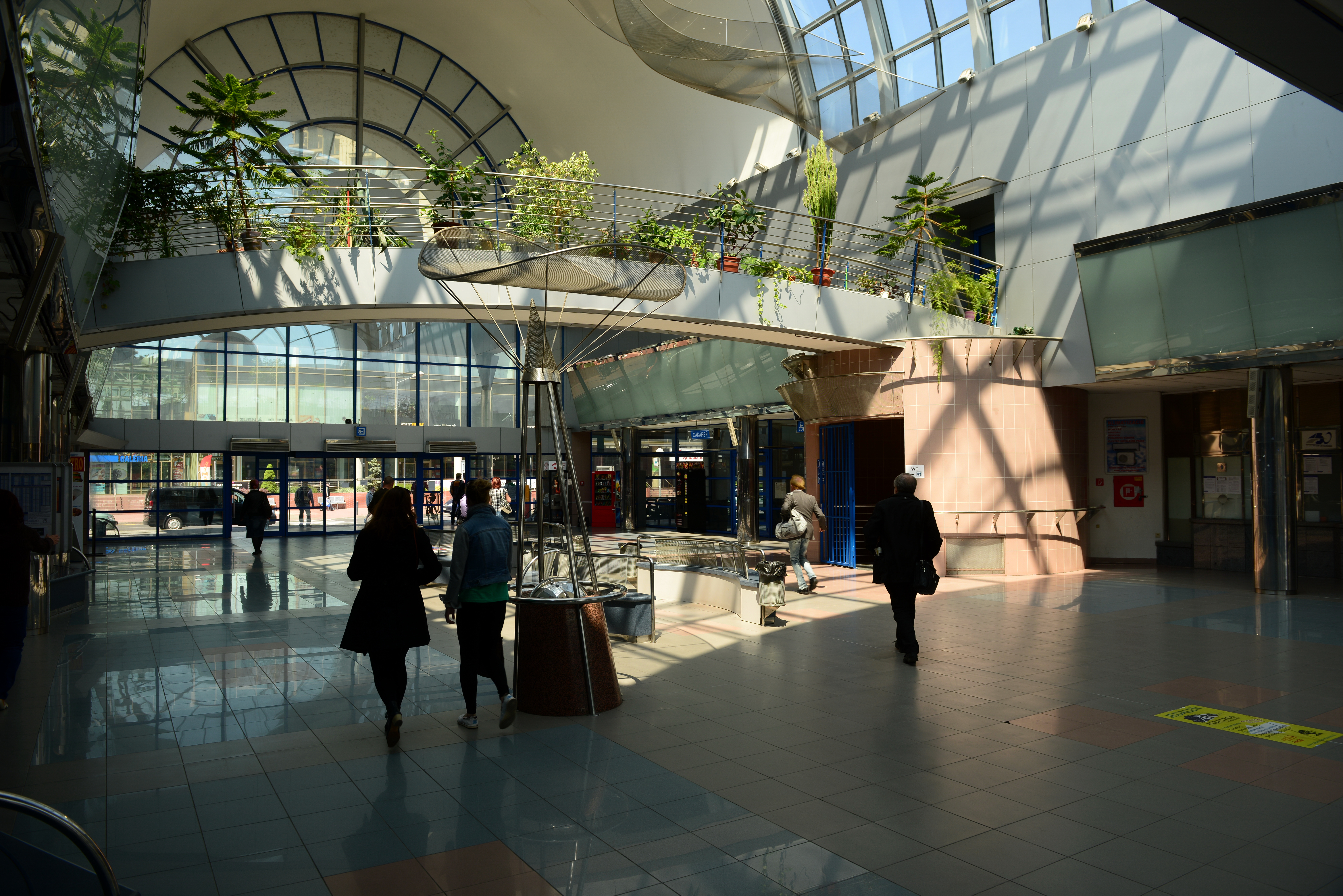
Eingangshalle

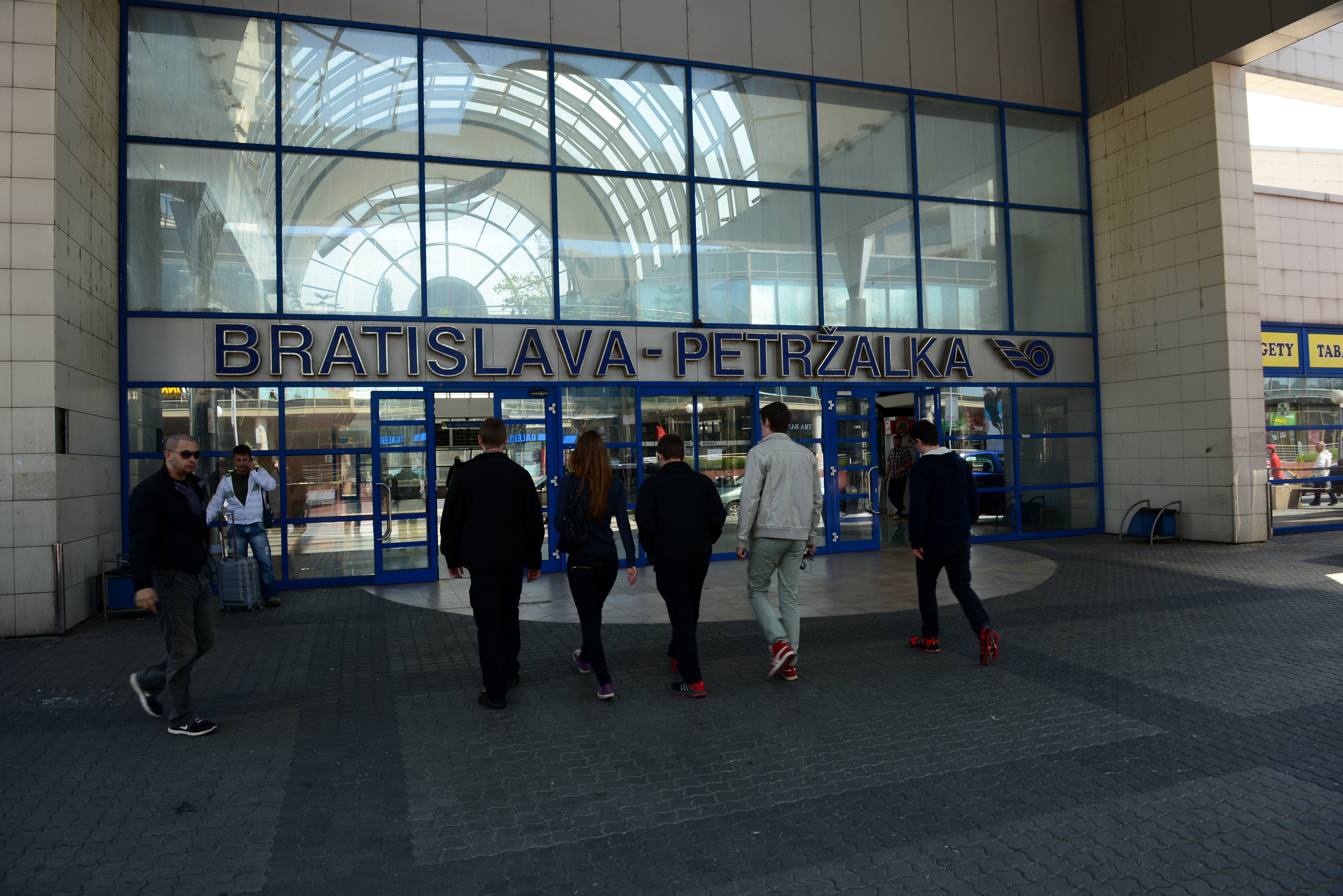
Haupteingang

Der Bahnhof Bratislava-Petržalka (slowakisch Železničná stanica Bratislava-Petržalka; ehemals Bahnhof Engerau) ist der Bahnhof des gleichnamigen Stadtteils von Bratislava auf der rechten Seite der Donau. Er wurde 1897 eröffnet und 2001 umfassend modernisiert.

## Lage
Er befindet sich an der Einmündung der Bahnstrecke Parndorf–Bratislava-Petržalka in die Bahnstrecke Bratislava–Hegyeshalom. Darüber hinaus endet auch die kurze, von Kopčany kommende, Zweigstrecke der Pressburger Bahn im Bahnhof. Über diese wurden bis zuletzt einige Industrieanschlüsse bedient.

## Aufbau
Der Bahnhof ist in Nordost-Südwest-Richtung als Durchgangsbahnhof angelegt und verfügt seit dem Umbau über zehn durchgehende Gleise. Neben dem Hausbahnsteig am Empfangsgebäude auf der Nordwestseite existiert ein Mittelbahnsteig zwischen dem sechsten und siebten Gleis. Die Ausfahrt nach Nordosten führt seit 1985 über die Hafenbrücke und dann in einem weiten Bogen um die Kernstadt herum Richtung Hauptbahnhof. Davor ging es direkt über die eingleisige Alte Brücke an der Altstadt vorbei. Die Züge nach Wien verlassen den Bahnhof in südwestlicher Richtung. Die Reisezeiten betragen Richtung Hauptbahnhof 20 Minuten, nach Wien je nach Zuggattung etwa eine Stunde.
Die Gleisanlagen sind einerseits mit dem slowakischen 25-kV/50-Hz-Stromsystem elektrifiziert und andererseits an das österreichische 15 kV/16,7 Hz-System angeschlossen. Dabei ist für Züge aus Wien für die Weiterfahrt zum Hauptbahnhof Bratislava bei älteren und nicht mehrsystemfähigen elektrischen Lokomotiven ein Lokwechsel erforderlich. Da dies für Lokalzüge zu umständlich wäre, enden die Regionalzüge aus Österreich an diesem Bahnhof. Bis zur Schengenerweiterung im Jahr 2007 war er zusätzlich Grenzbahnhof in Richtung Österreich mit den notwendigen Passkontrollen.

## Anbindung
Der Bahnhof ist nicht an das Netz der Straßenbahn Bratislava angebunden. Es bestehen aber Busverbindungen in die Altstadt am nördlichen Donauufer. 

## Kursbuchstrecken
Die ÖBB betreiben von Bratislava-Petržalka aus folgende Strecke:
- 101 Petržalka–Kittsee (ÖBB)–Parndorf mit Verlängerung nach Wien Hauptbahnhof

Am Bahnhof fängt auch die folgende Bahnstrecke an:
- 132 Bratislava–Rusovce–Rajka (MÁV)